# Шатонеф де Шабр
Шатонеф де Шабр (фр. Châteauneuf-de-Chabre) насеље је и општина у Француској у региону Прованса-Алпи-Азурна обала, у департману Горњи Алпи која припада префектури Гап.
По подацима из 2011. године у општини је живело 309 становника, а густина насељености је износила 12,93 становника/km². Општина се простире на површини од 23,9 km². Налази се на средњој надморској висини од 525 метара (максималној 1.352 m, а минималној 514 m).

## Демографија
| 1962. | 1968. | 1975. | 1982. | 1990. | 1999. | 2011. |
| ----- | ----- | ----- | ----- | ----- | ----- | ----- |
| 121   | 125   | 158   | 214   | 238   | 259   | 309   |

График промене броја становника у току последњих година